# Giuseppe Palladino
Giuseppe Palladino (Monte Sant'Angelo, 20 giugno 1908 – Roma, 1994) è stato un economista italiano; era ritenuto l'esecutore testamentario di don Luigi Sturzo.

## Biografia
Dopo aver vissuto i primi anni della vita nella sua città natale, dove ebbe come maestri di vita don Nicola Rinaldi, lo storico Giovanni Tancredi e l'arciprete don Filippo Ungaro, conseguì il diploma di quarta inferiore nella città di Ancona; dovette quindi interrompere gli studi a causa di una malattia. In seguito intraprese gli studi di economia. Divenuto famoso per le sue analisi economiche, conobbe a Roma Don Luigi Sturzo, con cui intrattenne da subito un intenso rapporto di collaborazione, tanto da essere nominato Direttore scientifico dell'Istituto Luigi Sturzo. Il suo compito era quello di formare giovani laureati per il mondo politico. Molte delle analisi affrontate dallo studioso e le soluzioni proposte nei suoi testi vengono ancora oggi ritenute attuali, nonostante il trascorrere di tanto tempo.

### Attività accademica
È stato professore di economia dello sviluppo presso la Pontificia Università Gregoriana.

## Opere
- I maggiori problemi delle corporazioni a ciclo produttivo (1935)
- Economia di guerra (1940)
- La recessione economica americana (1958)
- Il destino del capitalismo (1977)
- In difesa della lira disarmata (1977)
- Un'economia per l'uomo (1982)
- Il comunismo ha perso, ma il capitalismo vincerà? (1986)
- Don Luigi Sturzo oggi (1994)